# Клянчино
Клянчино — деревня в Верхнеуслонском районе Татарстана. Входит в состав Макуловского сельского поселения.

## География
Находится в западной части Татарстана на расстоянии приблизительно 26 км на юго-запад от районного центра села Верхний Услон.

## История
Известна с 1646 года. В 1848 году была построена Смоленско-Богородицкая церковь. Ныне церковь в процессе восстановления. В советское время работали колхозы «Победитель», «Динамо», совхозы «Кураловский», «Зелёный бор», ныне действуют АО.
«Красный Восток Агро» и «Восток Зернопродукт».

## Население
Постоянных жителей было в 1646 — 24, в 1782 — 191 душа мужского пола, в 1859 — 498, в 1897 — 602, в 1908 — 618, в 1920 — 588, в 1926 — 556, в 1938 — 431, в 1949 — 328, в 1958 — 283, в 1970 — 227, в 1979 — 145, в 1989 — 153. Постоянное население составляло 195 человек (русские 76 %) в 2002 году, 176 — в 2010.